# Кибри ле Фаверне
Кибри ле Фаверне (фр. Cubry-lès-Faverney) насеље је и општина у источној Француској у региону Франш-Конте, у департману Горња Саона која припада префектури Лир.
По подацима из 2011. године у општини је живело 143 становника, а густина насељености је износила 25,58 становника/km². Општина се простире на површини од 5,59 km². Налази се на средњој надморској висини од 260 метара (максималној 305 m, а минималној 222 m).

## Демографија
| 1962. | 1968. | 1975. | 1982. | 1990. | 1999. | 2011. |
| ----- | ----- | ----- | ----- | ----- | ----- | ----- |
| 107   | 115   | 121   | 128   | 131   | 114   | 143   |

График промене броја становника у току последњих година